# Loktuše (Mírová pod Kozákovem)
Loktuše je vesnice, část obce Mírová pod Kozákovem v okrese Semily. Nachází se asi dva kilometry východně od Mírové pod Kozákovem. Prochází zde silnice II/282. Loktuše leží na úpatí hory Kozákov (745 metrů) a protéká jí potok Stebenka.
Loktuše je také název katastrálního území o rozloze 2,02 km².

## Historie
První písemná zmínka o vesnici pochází z roku 1320.

## Další fotografie

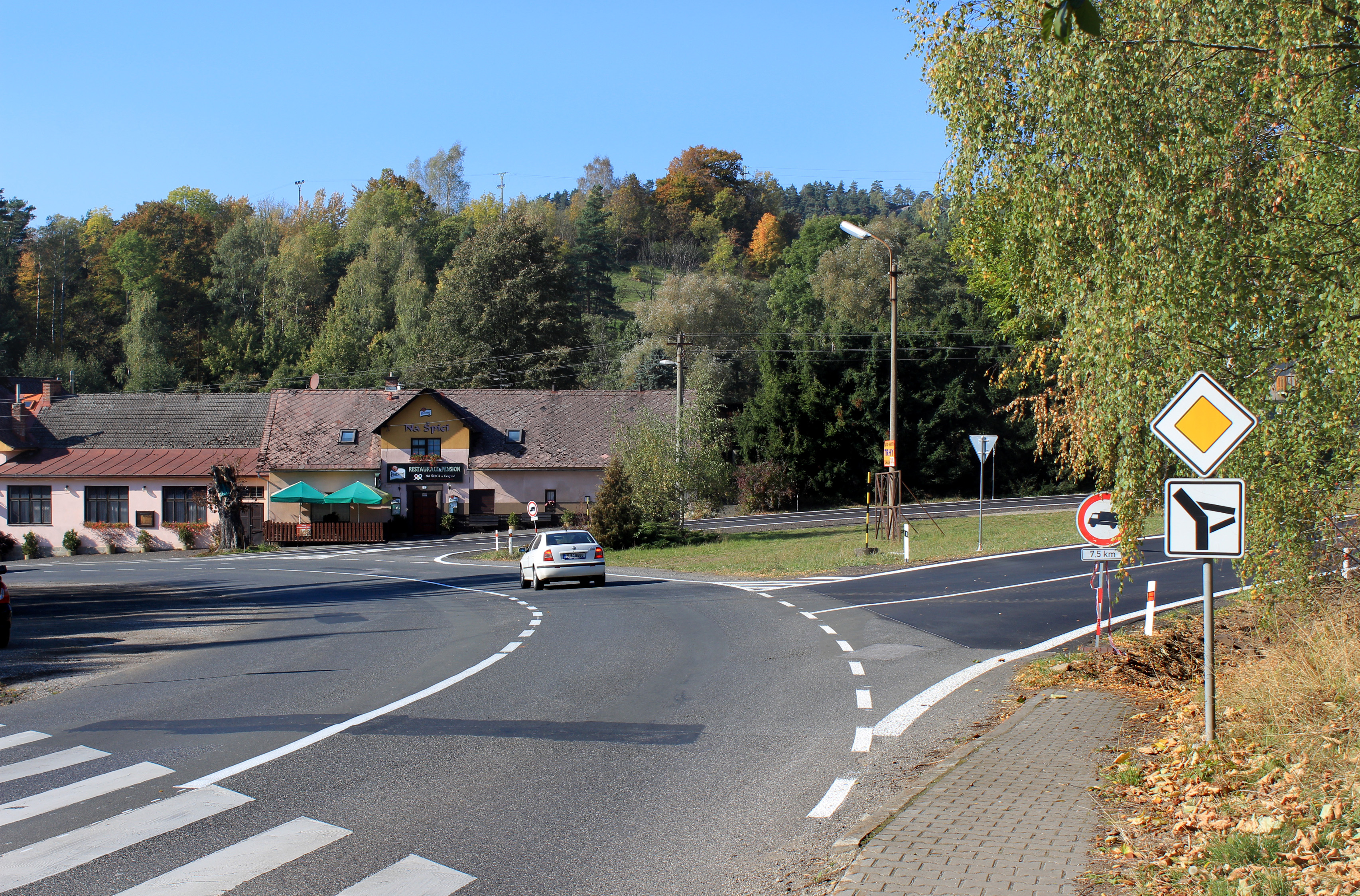
Křižovatka silnic II/282 a II/283
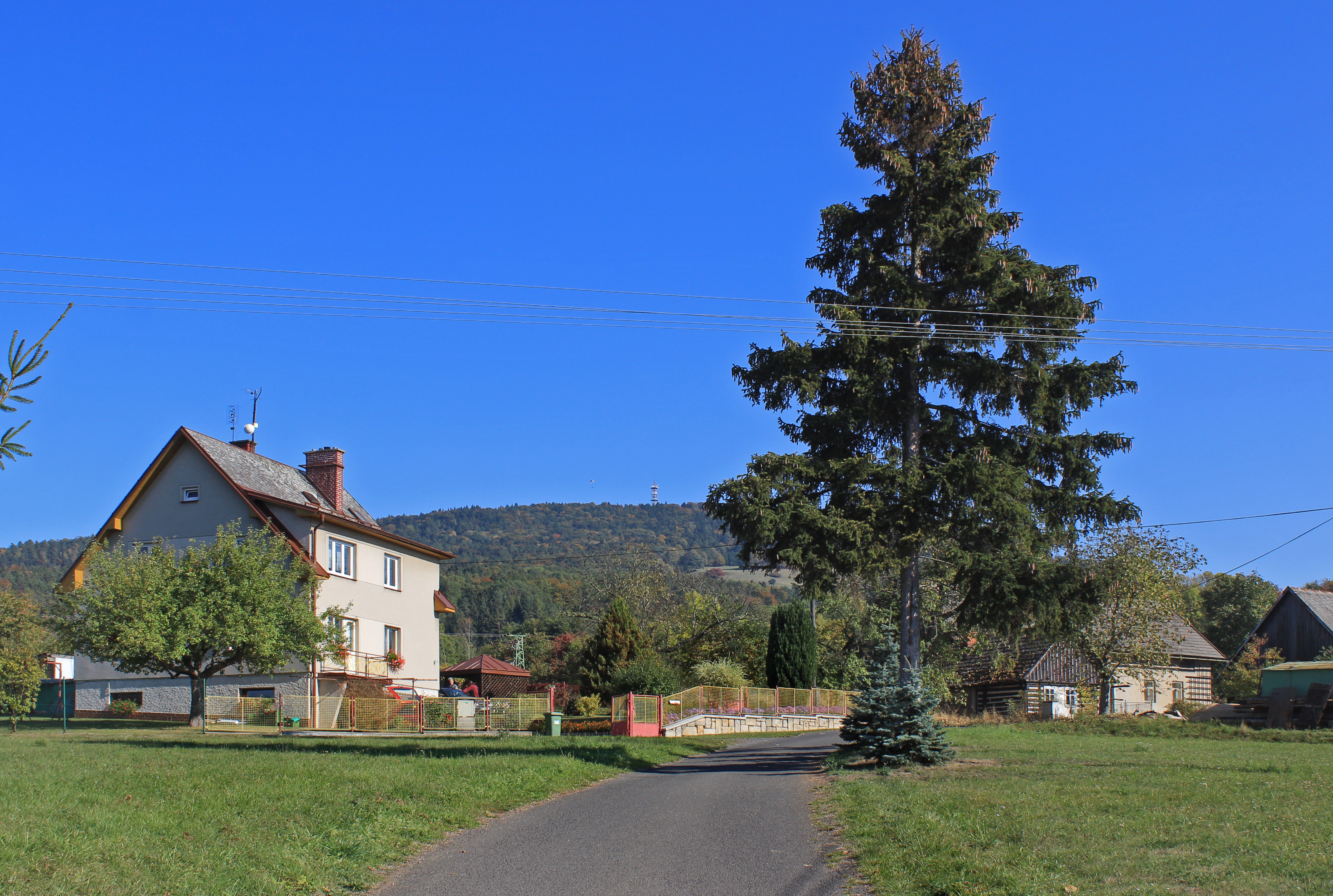
Horní část vesnice
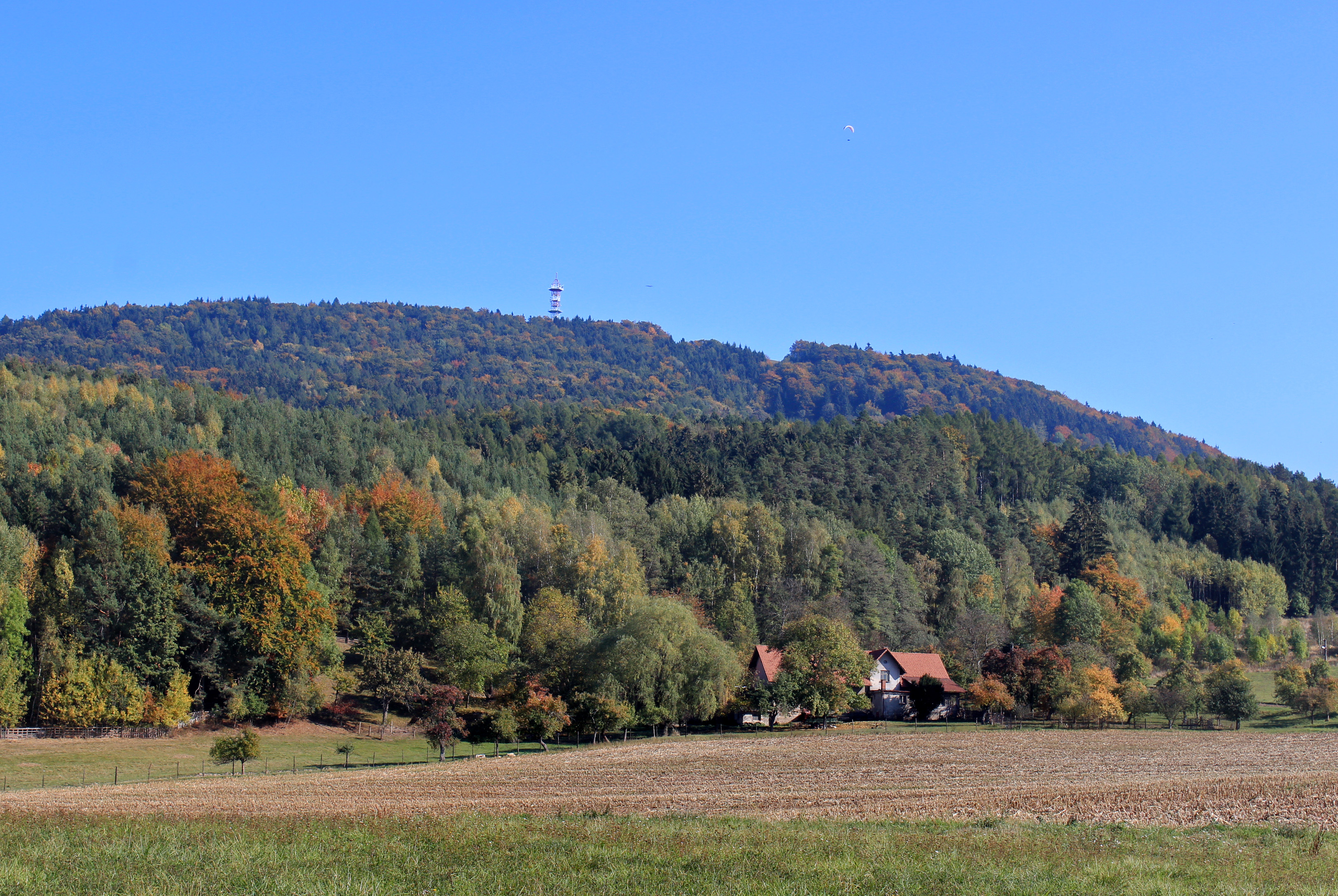
Samota Podkabelí, nad ní vrch Kozákov